# Niebiańska Sotnia

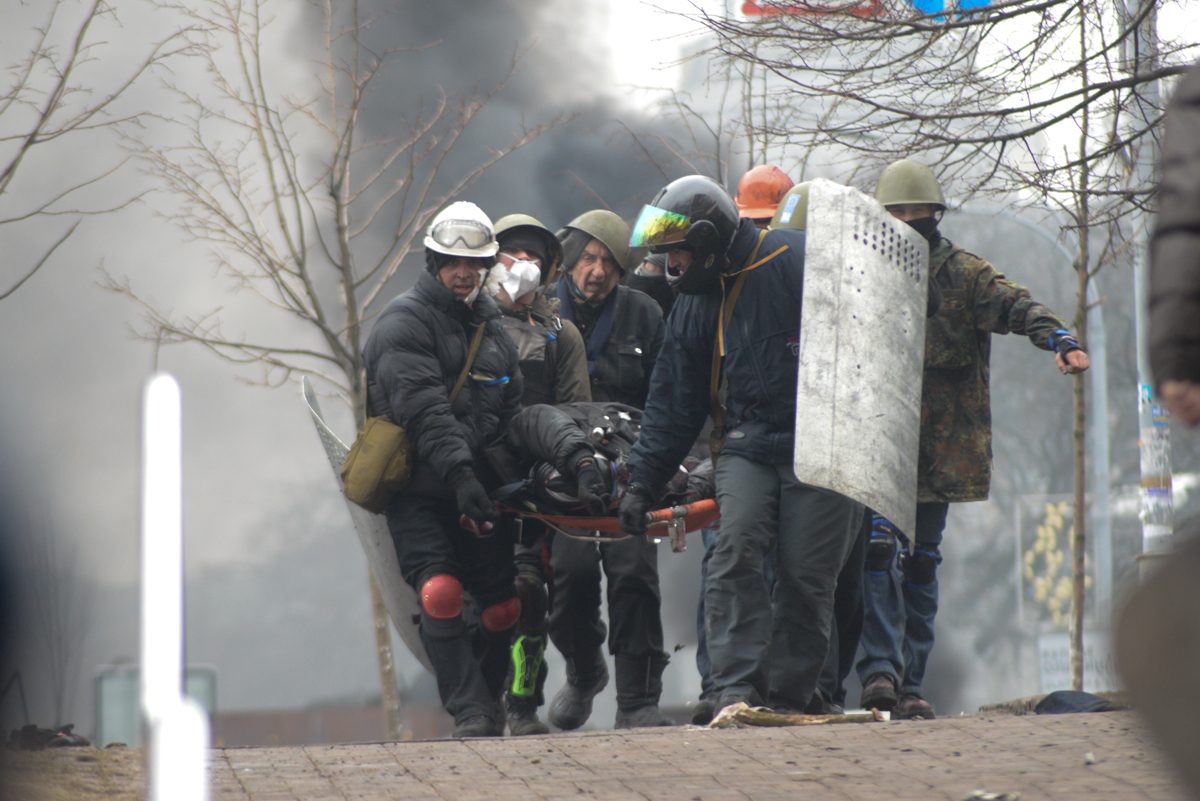
Wynoszenie przez protestujących jednego spośród rannych na Majdanie, 18.02.2014

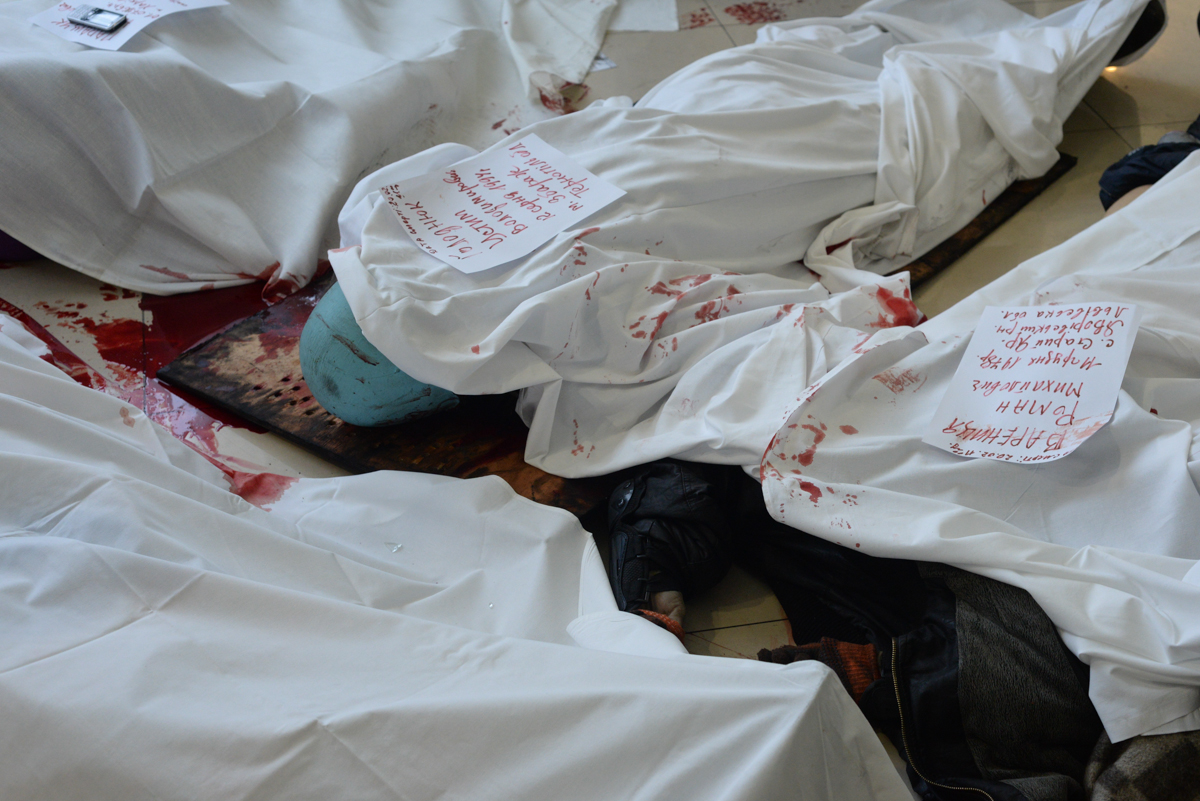
Ciała trojga ludzi spośród zabitych na Majdanie, 20 lutego 2014

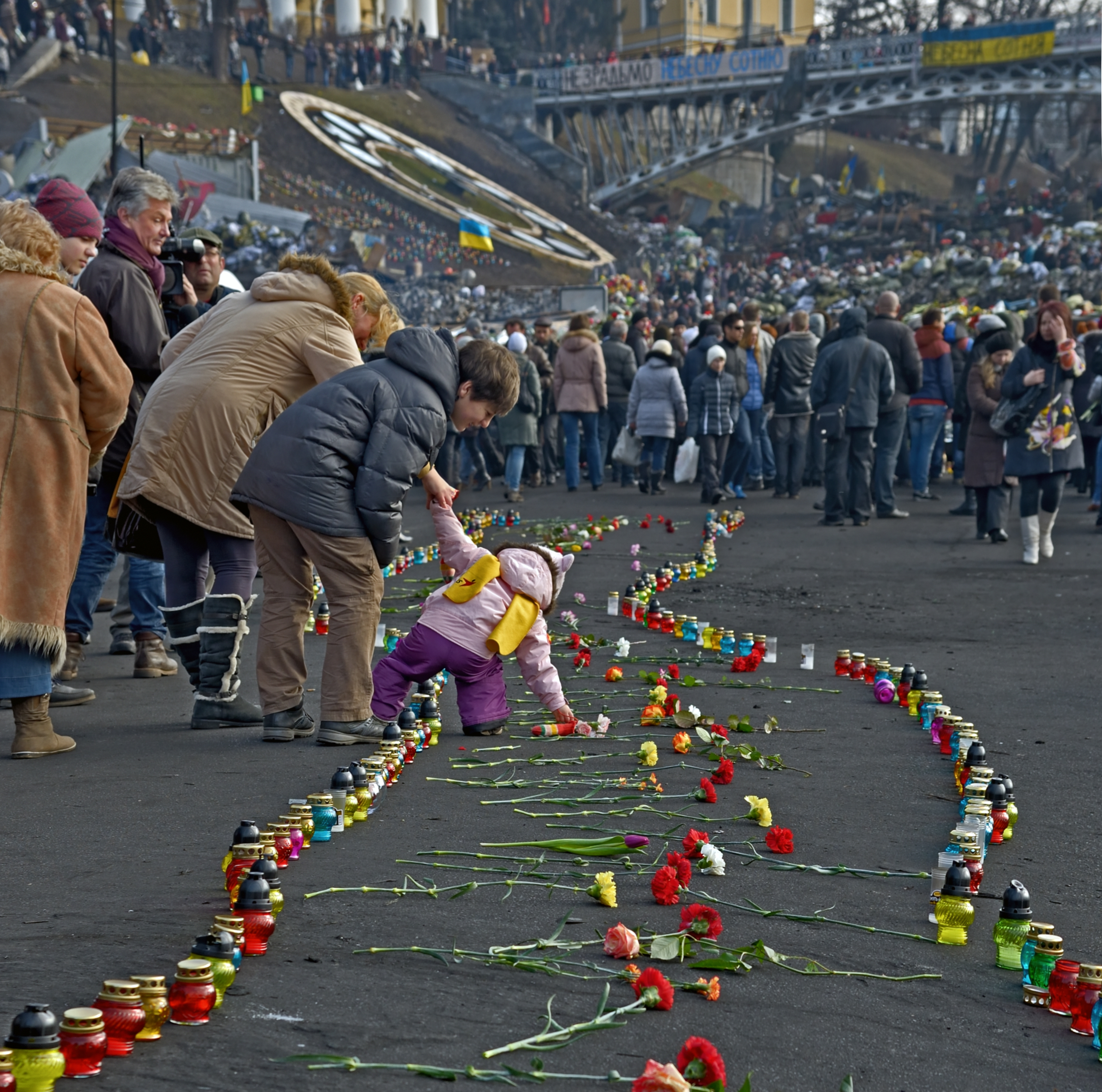
Szlak Niebiańskiej Sotni, ul. Instytucka w Kijowie,
24 lutego 2014

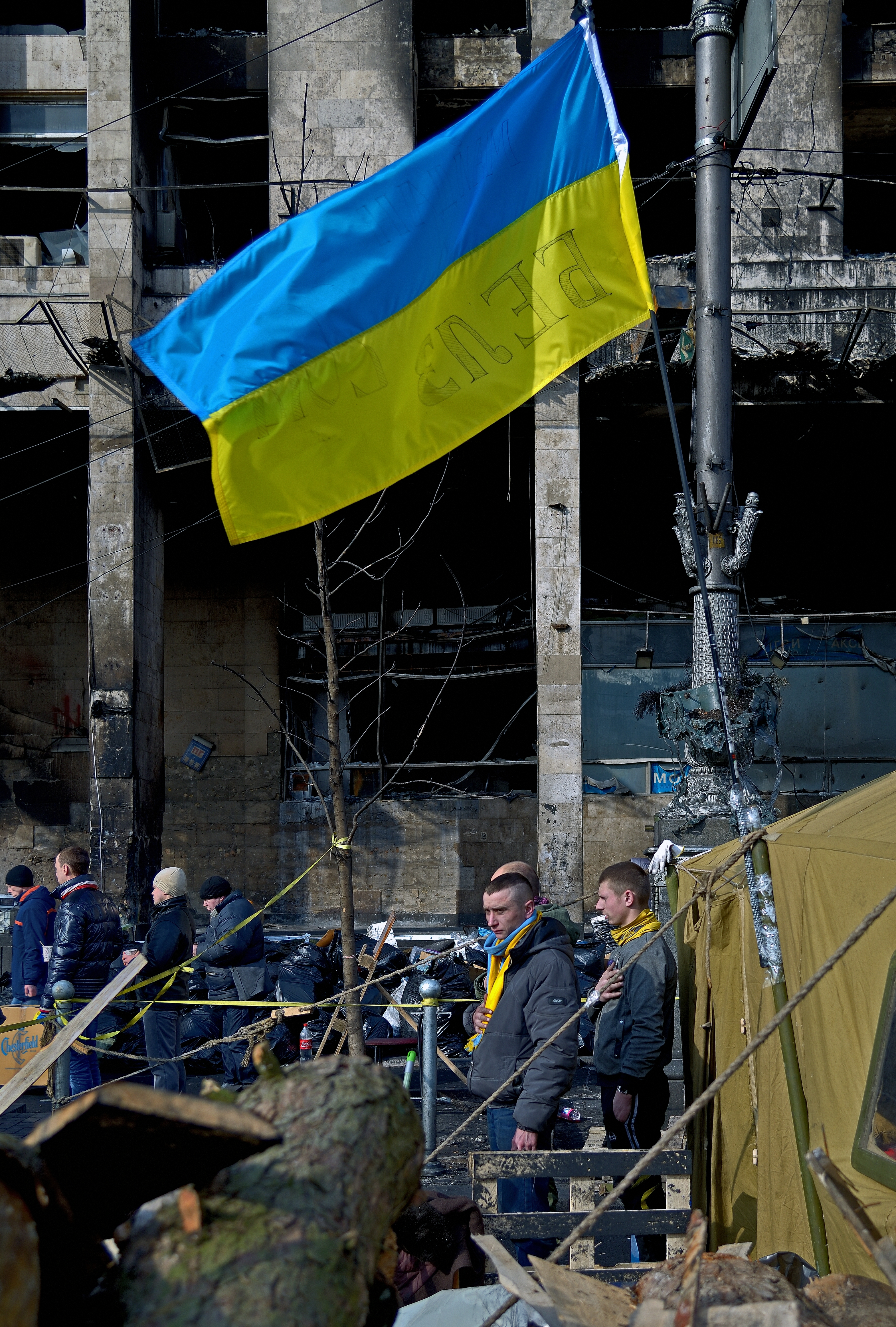
Minuta ciszy ku pamięci Niebiańskiej Sotni,
Kijów, 24 lutego 2014

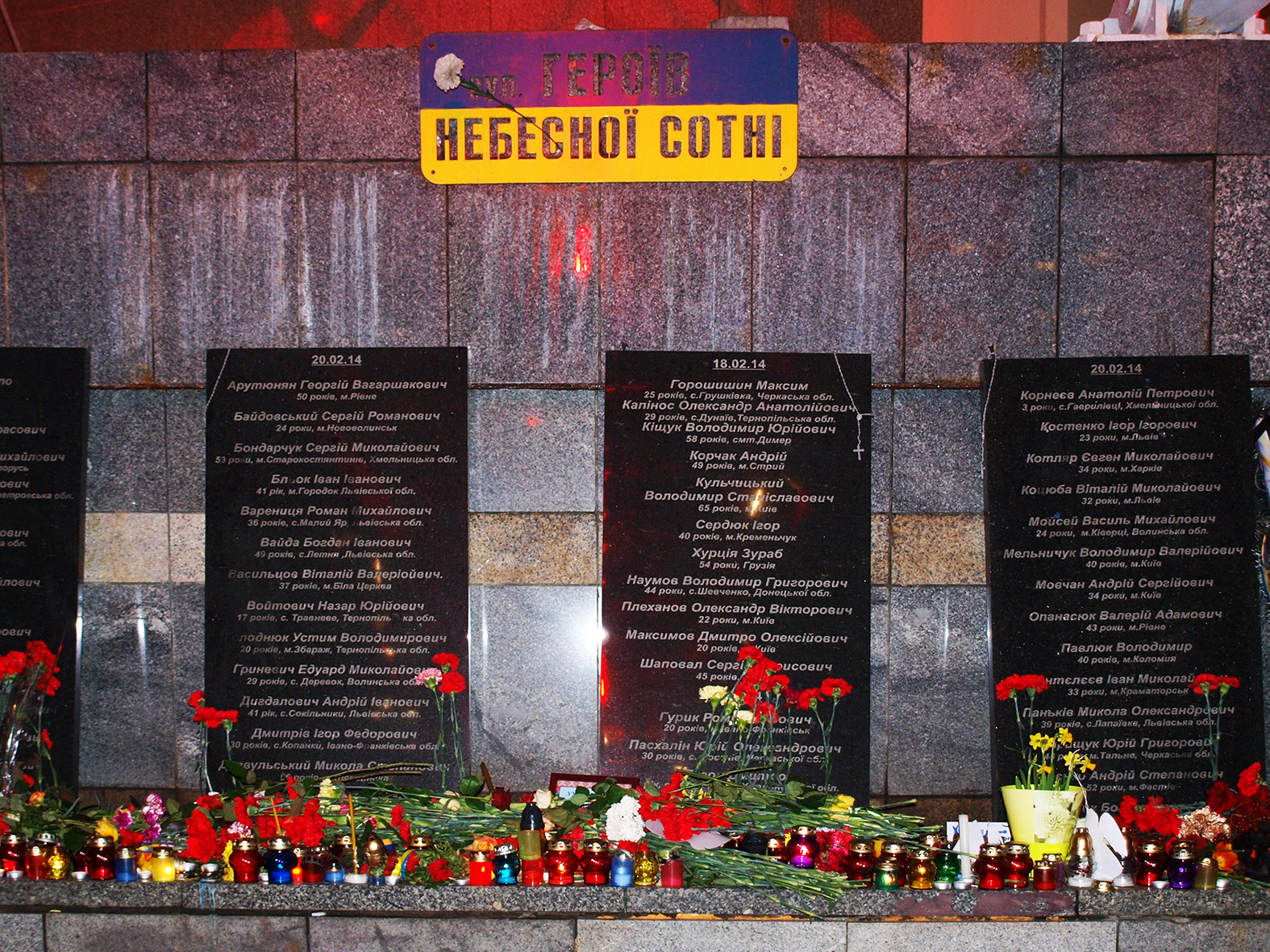
Aleja Bohaterów Niebiańskiej Sotni, Kijów

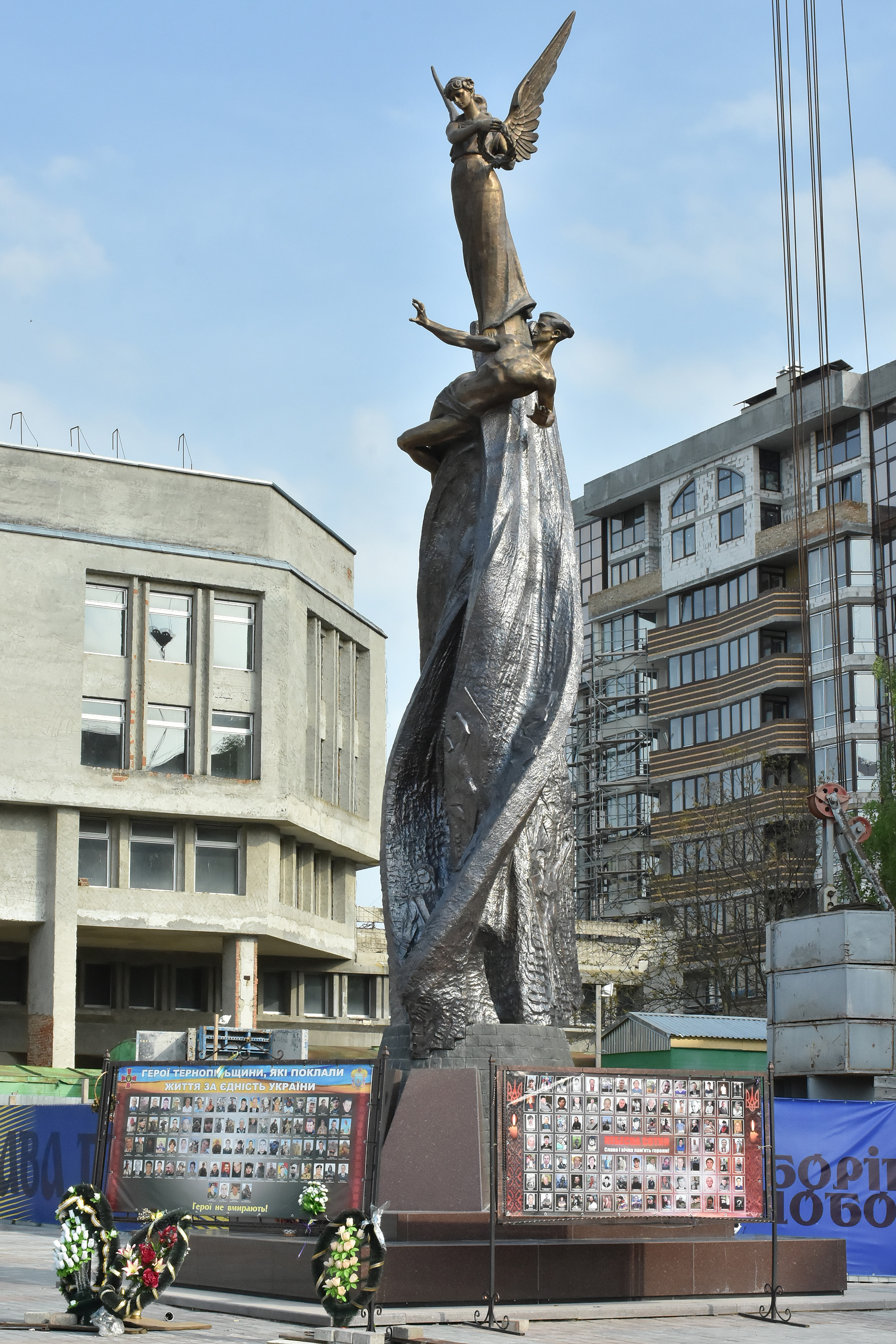
Pomnik Niebiańskiej Sotni w Tarnopolu
(rzeźba autorstwa R. Wilhuszyńskiego)

Niebiańska Sotnia (ukr. Небе́сна Со́тня) – przyjęta na Ukrainie wspólna nazwa protestujących, którzy zginęli bezpośrednio podczas działań Euromajdanu (Rewolucji godności) w okresie między grudniem 2013 a lutym 2014 w Kijowie.

## Lista zabitych
Wg kolejności śmierci:
1. Pawło Mazurenko (Мазуренко Павло Анатолійович)
2. Jurij Werbyćkyj (Вербицький Юрій Тарасович)
3. Mychajło Żyznewśkyj (Жизневський Михайло Михайлович)
4. Serhij Nihojan (Нігоян Сергій Гагікович)
5. Roman Senyk (Сеник Роман Федорович)
6. Wiktor Chomiak (Хомяк Віктор Борисович)
7. Ołeksandr Badera (Бадера Олександр Миколайович)
8. Bohdan Kałyniak (Калиняк Богдан Михайлович)
9. Serhij Synenko (Синенко Сергій Петрович)
10. Serhij Bodnarew (Бондарев Сергій Анатолійович)
11. Wałerij Brezdeniuk (Брезденюк Валерій Олександрович)
12. Witalij Wasilcow (Васільцов Віталій Валерійович)
13. Wasyl Aksenyn (Аксенин Василь Степанович)
14. Georgij Arutiunian (Арутюнян Георгій Вагаршакович)
15. Serhij Bajdowśkyj (Байдовський Сергій Романович)
16. Ołeksandr Baljuk (Балюк Олександр Олександрович)
17. Ihor Baczynśkyj (Бачинський Ігор Володимирович)
18. Andrij Biriukow (Бірюков Андрій Васильович)
19. Iwan Bljok (Бльок Іван Іванович)
20. Wołodymyr Bojkiw (Бойків Володимир Васильович)
21. Serhij Bondarczuk (Бондарчук Сергій Михайлович)
22. Ołeksij Bratuszka (Братушка Олексій Сергійович)
23. Wałerij Brezdeniuk (Брезденюк Валерій Олександрович)
24. Olha Bura (Бура Ольга Василівна)
25. Bohdan Wajda (Вайда Богдан Іванович)
26. Roman Warenycia (Варениця Роман Михайлович)
27. Wjaczesław Weremij (Веремій В'ячеслав Васильович)
28. Nazarij Wojtowycz (Войтович Назарій Юрійович)
29. Wjaczesław Worona (Ворона В'ячеслав Миколайович)
30. Petro Hadża (Гаджа Петро Миронович)
31. Ustym Hołodniuk (Голоднюк Устим Володимирович)
32. Iwan Horodniuk (Городнюк Іван Володимирович)
33. Maksym Horoszyszyn (Горошишин Максим Максимович)
34. Eduard Hrynewycz (Гриневич Едуард Михайлович)
35. Ołeksandr Hrycenko (Гриценко Олександр Петрович)
36. Roman Huryk (Гурик Роман Ігорович)
37. Antonina Dworianeć (Дворянець Антоніна Григорівна)
38. Mykoła Dziawulśkyj (Дзявульський Микола Степанович)
39. Andrij Dyhdałowycz (Дигдалович Андрій Іванович)
40. Serhij Didycz (Дідич Сергій Васильович)
41. Ihor Dmytriw (Дмитрів Ігор Федорович)
42. Anatolij Żałowaha (Жаловага Анатолій Григорович)
43. Wołodymyr Żerebnyj (Жеребний Володимир Миколайович)
44. Jakiw Zajko (Зайко Яків Якович)
45. Władysław Zubenko (Зубенко Владислав Віталійович)
46. Ihor Iwanow (Іванов Ігор Володимирович)
47. Bohdan Ilkiw (Ільків Богдан Іванович)
48. Ołeksandr Kapinos (Капінос Олександр Анатолійович)
49. Serhij Kemśkyj (Кемський Сергій Олександрович)
50. Dawyd Kipiani (Кіпіані Давид Ілліч)
51. Wołodymyr Kiszczuk (Кіщук Володимир Юрійович)
52. Ołeksandr Klitynśkyj (Клітинський Олександр Іванович)
53. Anatolij Korniejew (Корнєєв Анатолій Петрович)
54. Andrij Korczak (Корчак Андрій Богданович)
55. Ihor Kostenko (Костенко Ігор Ігорович)
56. Mychajło Kostyszyn (Костишин Михайло Йосипович)
57. Jewhen Kotlar (Котляр Євген Миколайович)
58. Witalij Kociuba (Коцюба Віталій Миколайович)
59. Wołodymyr Kulczyćkyj (Кульчицький Володимир Станіславович)
60. Artem Mazur (Мазур Артем Анатолійович)
61. Dmytro Maksymow (Максимов Дмитро Вячеславович)
62. Wołodymyr Melnyczuk (Мельничук Володимир Валерійович)
63. Andrij Mowczan (Мовчан Андрій Сергійович)
64. Wasyl Mojsej (Мойсей Василь Михайлович)
65. Iwan Nakonecznyj (Наконечний Іван Максимович)
66. Wołodymyr Naumow (Наумов Володимир Григорович)
67. Anatolij Neczyporenko (Нечипоренко Анатолій Ілліч)
68. Ołeksandr Dorykewycz (Олександр (Дорикевич))
69. Wałerij Opanasiuk (Опанасюк Валерій Адамович)
70. Wiktor Orłenko (Орленко Віктор Миколайович)
71. Dmytrij Pahor (Пагор Дмитрій Олексійович)
72. Iwan Panteliejew (Пантелєєв Іван Миколайович)
73. Mykoła Pańkiw (Паньків Микола Олександрович)
74. Jurij Paraszczuk (Паращук Юрій Григорович)
75. Jurij Paschalin (Пасхалін Юрій Олександрович)
76. Ihor Pecheńko (Пехенько Ігор Олександрович)
77. Ołeksandr Płechanow (Плеханов Олександр Вікторович)
78. Ołeksandr Podryhun (Подригун Олександр Володимирович)
79. Andrij Pozniak (Позняк Андрій Анатолійович)
80. Łeonid Polanśkyj (Полянський Леонід Петрович)
81. Wasyl Prochorśkyj (Прохорський Василь Петрович)
82. Wiktor Prochorczuk (Прохорчук Віктор Олександрович)
83. Andrij Sajenko (Саєнко Андрій Степанович)
84. Wasyl Serhijenko (Сергієнко Василь Миколайович)
85. Ihor Serdiuk (Сердюк Ігор Миколайович)
86. Jurij Sydorczuk (Сидорчук Юрій Володимирович)
87. Taras Słobodian (Слободян Тарас Ігорович)
88. Witalij Smołenśkyj (Смоленський Віталій Віталійович)
89. Bohdan Solczanyk (Сольчаник Богдан Зіновійович)
90. Iwan Tarasiuk (Тарасюк Іван Миколайович)
91. Ihor Tkaczuk (Ткачук Ігор Михайлович)
92. Wołodymyr Topij (Топій Володимир Петрович)
93. Roman Toczyn (Точин Роман Петрович)
94. Ołeh Usznewycz (Ушневич Олег Михайлович)
95. Ołeksandr Chrapczenko (Храпаченко Олександр Володимирович)
96. Zurab Churcija (Хурція Зураб)
97. Ołeksandr Cariok (Царьок Олександр Миколайович)
98. Andrij Cepun (Цепун Андрій Михайлович)
99. Wołodymyr Czaplinśkyj (Чаплінський Володимир Володимирович)
100. Andrij Czernenko (Черненко Андрій Миколайович)
101. Wiktor Czerneć (Чернець Віктор Григорович)
102. Dmytro Czerniawśkyj (Чернявський Дмитро Олександрович)
103. Wiktor Czmiłenko (Чміленко Віктор Іванович)
104. Serhij Szapował (Шаповал Сергій Борисович)
105. Wiktor Szweć (Швець Віктор Миколайович)
106. Wasyl Szeremet (Шеремет Василь Олександрович)
107. Ljudmyła Szeremet (Шеремет Людмила Олександрівна)
108. Josyp Szylinh (Шилінг Йосип Михайлович)
109. Maksym Szymko (Шимко Максим Миколайович)
110. Ołeksandr Szczerbaniuk (Щербанюк Олександр Миколайович)

## Upamiętnienie

### Dzień Pamięci Bohaterów Niebiańskiej Sotni
Począwszy od roku 2015 w dniu 20 lutego obchodzony jest na Ukrainie Dzień Pamięci Bohaterów Niebiańskiej Sotni, zgodnie z Dekretem Prezydenta z dnia 11 lutego 2015 r. „O uczczeniu czynu uczestników Rewolucji Godności i utrwaleniu pamięci o Bohaterach Niebiańskiej Sotni”.

### Order Bohaterów Niebiańskiej Sotni
W lipcu 2014 Rada Najwyższa Ukrainy upamiętniając „Bohaterów Niebiańskiej Sotni” ustanowiła order Bohaterów Niebiańskiej Sotni.
Order ten stanowi wysokie odznaczenie państwowe nadawane „za odwagę, patriotyzm i obronę konstytucyjnych zasad państwa prawnego, prawa człowieka i wolność, poświęcenie w służbie dla ludu ukraińskiego podczas protestów Euromajdanu, a także innych wydarzeń odpowiadających obronie niepodległości, suwerenności i integralności terytorialnej Ukrainy”.
Pierwszymi odznaczonymi byli pośmiertnie trzej cudzoziemcy polegli na Ukrainie na przełomie 2013 i 2014 roku (105 ofiar ukraińskich pośmiertnie uhonorowano tytułem Bohater Ukrainy).